# Brandberg (Tirol)
Birgitz este un oraș în Austria.